# Шапка (станція)
Шапка (рос. Шапка) — станція Могочинського регіону Забайкальської залізниці Росії, розташована на дільниці Куенга — Бамівська між станціями Куенга (відстань — 13 км) і Укурей (25 км). Відстань до ст. Бамівська — 736 км; до транзитного пункту Каримська — 245 км.